# Llanover
Llanover (en anglais) ou Llanofer (en gallois) est un village du Monmouthshire, au sud-est du Pays de Galles, au Royaume-Uni. Lors du recensement de 2011, la population était de 1 392 habitants. 

## Histoire

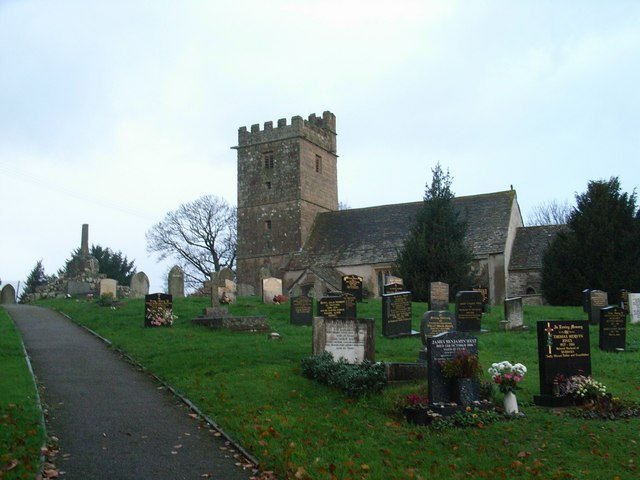
L'église de St Bartholemew.

L'histoire de Llanover est associée à Lady Llanover, qui y a vécu toute sa vie, et a laissé son empreinte sur le village et le domaine environnant, aujourd'hui encore largement détenu par des propriétaires privés. Son mari, Sir Benjamin Hall, devint le baron de LLanover. 
L'église du village est consacrée à Saint Barthélemy, et est un monument classé.
L'Usk coule à proximité, et à l'ouest se trouve le canal de Brecon and Monmouthshire, aménagé pour être un lieu de navigation touristique.
D'autre part, Llanover est le lieu de naissance de Penelope Kathryn Clarke, l'épouse de François Fillon ; c'est d'ailleurs à l'église de Llanover qu'ils se sont mariés en 1980[réf. nécessaire].